# Matra R550 Magic II
« Magic 2 » redirige ici.  Pour l'album de Nas, voir Magic 2 (album).
Le missile Matra Magic 2 (Missile Auto-Guidé Interception et Combat, connu aussi sous le nom R550 Mk2) est un missile air-air de type Fox 2, successeur du missile Matra R550 Magic. Il équipe plus de 15 types d'avions de chasse à travers le monde (les Mirage de Dassault aviation, ainsi que les F-16 et MiG-23 entre autres).

## Historique

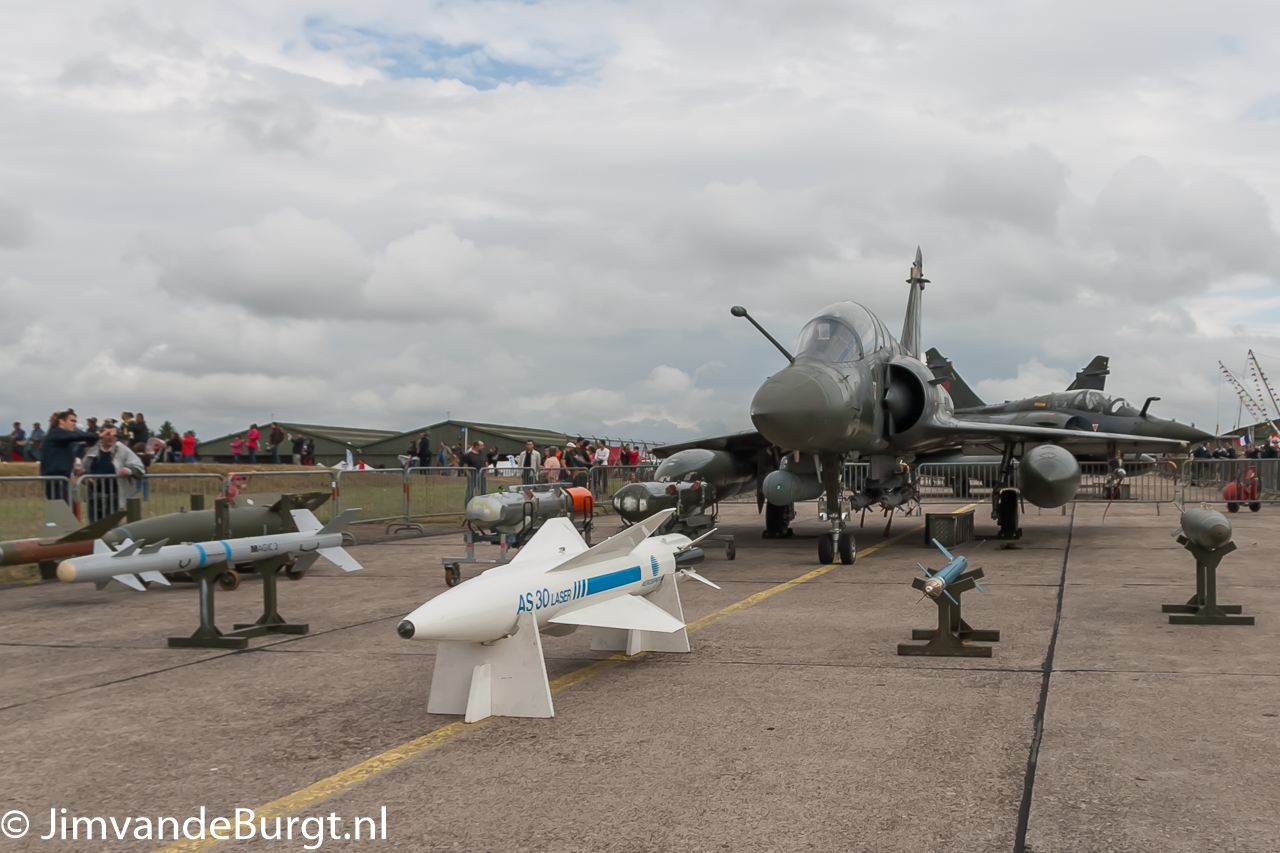
Un Magic II présenté avec la panoplie d'armement d'un Mirage 2000D en 2014.

Entré en service en 1986, il n'a que peu servi en combat réel. Le 8 octobre 1996, un Mirage 2000 grec a abattu un F-16D turc lors d'un incident de frontière près de l'île Chios avec ce missile,.

## Description

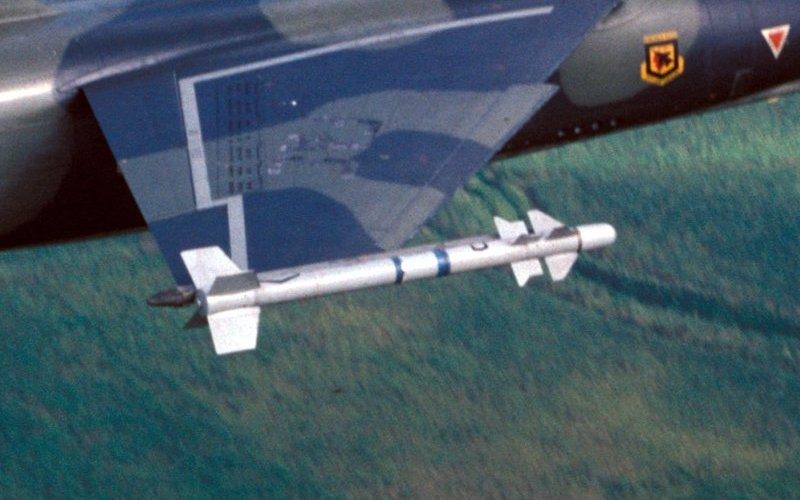
Un Matra R550 Magic II embarqué par un Mirage F1 équatorien.

Le Matra 550 Mk2 Magic 2 est un missile à courte portée, inférieure à 15 km. Il est destiné à être utilisé dans le cadre de combats rapprochés. Il dispose d'un autodirecteur infrarouge et est capable d'attaques tous secteurs : arrière (le missile peut être tiré dans le dos de l'appareil ciblé), en face-à-face et de côté. Son autodirecteur infrarouge permet un guidage infrarouge passif discret et autonome appelé « tire et oublie » (Fire and Forget).
Il se distingue extérieurement du MAGIC I au premier coup d'œil aux entailles dans les ailettes arrières.
Dans les forces françaises, il est remplacé par le MICA-IR, son obsolescence est actée en 2020.

## Entraînement
Par souci d'économie, une version d'entraînement, dotée uniquement de l'autodirecteur a été créée car le missile s'use en vol. Changer un tube muni d'un autodirecteur revient moins cher qu'un missile complet, équipé en plus avec charge explosive, fusée de proximité et propulseur et système d'ailettes.
Les maquettes de Magic, dépourvues d'autodirecteur, sont orange.
Les missiles Magic I inertes étaient bleus et possédaient toutes leurs ailettes. Maintenant ils sont bleus ou gris et possèdent juste des moignons d'empennage cruciforme.
Les Magic « Bons de guerre » sont gris clair, et ont une bande jaune et une marron. Une zone en gris foncé sur le corps indique la zone de la charge militaire.